# Bomolocha umbriferalis
Bomolocha umbriferalis är en fjärilsart som beskrevs av Paul Dognin 1914. Bomolocha umbriferalis ingår i släktet Bomolocha och familjen nattflyn. Inga underarter finns listade i Catalogue of Life.